# Evangeliebok

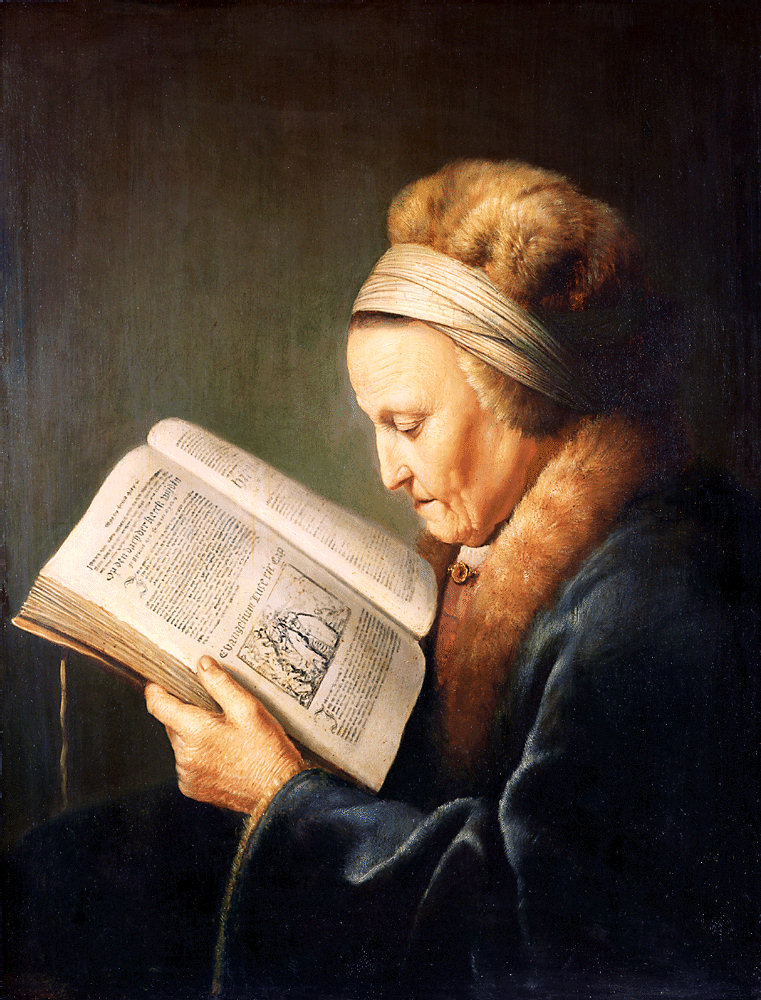
Ett porträtt av Rembrandts mor när hon läser sin tids motsvarighet till evangelieboken cirka 1630 (Rijksmuseum, Amsterdam).

En evangeliebok är en samling av kortare texter ur Bibeln, uppdelade på de olika söndagarna och helgdagarna i kyrkoåret. De är avsedda för gudstjänster, och baserade på de fyra evangelierna i Nya testamentet.
Evangelieboken brukar tryckas i psalmboken, så att den finns tillgänglig för alla gudstjänstdeltagare i de församlingar som använder en sådan. I äldre tider trycktes, bands och såldes evangelieboken ofta i tillsammans med psalmboken, i likadant band och typografisk utstyrsel. En uppsättning av psalmbok och evangeliebok gavs gärna som gåva vid exempelvis bröllop, och evangelieboken var därför en av de få böcker som kunde påträffas även i de fattigare hushållen.  
De samfund som inte använder en evangeliebok väljer antingen en bibelbok att läsa under en termin, eller planerar årets gudstjänster utan att utgå från något schema. De brukar dock ändå använda evangeliebokens texter för de stora kristna högtiderna, som påsk, Kristi himmelsfärd, pingst och advent-jul.

## Evangelieböcker
- Den svenska evangelieboken

### Fotnoter
1. ↑  ”Evangeliebok”. Nationalencyklopedin. http://www.ne.se/uppslagsverk/encyklopedi/l%C3%A5ng/evangeliebok. Läst 6 oktober 2017.